# Temascaltepec
Temascaltepec és un municipi de l'estat de Mèxic. Temascaltepec és el cap de municipi i principal centre de població d'aquesta municipalitat. Aquest municipi és a la part nord-occidental de l'estat de Mèxic. Limita al nord amb el municipi de Amanalco, al sud amb Tejupilco, a l'oest amb Zzacazonapan i a l'est amb Zinacantepec.